# 王中丙
王中丙（1963年7月—），男，汉族，湖北仙桃人，中华人民共和国政治人物。研究生学历，工学博士学位，教授级高级工程师。曾任广东省应急管理厅党委书记、厅长。

## 生平
1979年9月，在武汉钢铁学院冶金系钢铁冶金专业读书。1983年7月参加工作，在湖北省荆州钢厂电炉炼钢车间担任实习生、车间副主任。1985年9月加入中国共产党。1985年9月，在武汉钢铁学院钢铁冶金专业硕士研究生班学习毕业，获工学硕士学位。
1987年12月，任广州钢铁厂工程师。1988年9月，任广州钢铁厂钢铁研究所所长。1995年3月，任广州钢铁集团转炉厂党总支书记。1996年1月，任广州珠江钢铁工程筹建指挥部技术处处长。1997年1月后，任广州珠江钢铁有限公司总经理助理、处长。1998年9月，任副总经理、常务副总经理（其间：1998年9月至2002年3月参加北京科技大学冶金学院钢铁冶金专业博士研究生学习毕业，获工学博士学位）。
2002年12月，任中共广州市花都区委副书记。2003年1月，任中共广州市花都区委副书记、区长（其间：2004年3月至4月参加中共广东省委党校市厅级领导干部进修班学习）。
2007年6月，任广东省发展和改革委员会副主任、党组成员。2008年7月，任中共湛江市委常委，湛江市人民政府常务副市长、党组副书记。2011年8月后，任中共湛江市委副书记，湛江市人民政府代市长、党组书记。2012年1月，任中共湛江市委副书记，湛江市人民政府市长、党组书记；
2017年3月，任广东省海洋与渔业厅党组书记。2018年3月，任广东省海洋与渔业厅党组书记、厅长。
2018年10月，任广东省应急管理厅党组书记、厅长。2020年7月，任广东省应急管理厅党委书记、厅长。2022年4月，任广东省应急管理厅厅长。